# Haar (München)
 For alternative betydninger, se Haar. (Se også artikler, som begynder med Haar)
Haar er en kommune i Landkreis München (Oberbayern), i den tyske delstat Bayern, der ligger øst for München.

## Nabokommuner
Haar grænser mod nord til Feldkirchen (Landkreis München), mod øst til Vaterstetten (Landkreis Ebersberg), mod syd til kommunerne Grasbrunn og Putzbrunn (begge i Landkreis München) og mod vest til byområdet (Stadtbezirk) Trudering-Riem som er en del af München.

## Inddeling
Ud over Haar er der fire bydele i kommunen
1. Eglfing
2. Gronsdorf
3. Ottendichl
4. Salmdorf

## Erhvervsliv
Største arbejdsgiver i Haar Isar-Amper-Klinikum München-Ost (indtil 31. december 2006 Bezirkskrankenhaus Haar), der åbnede i 1905; Det er med omkring 1.200 sengepladsetr og 2.200 medarbejdere (2004) et af de største psykiatriske hospitaler i Tyskaland. Derudover er der detydelige virksomheder inden for den pharmakologiske industri informationsteknologi.